# Glacier du Mont Miné
Glacier du Mont Miné – lodowiec o długości 7,9 km (2005 r.) i powierzchni 11 km² (1973 r.).
Lodowiec położony jest w Alpach Pennińskich w kantonie Valais w Szwajcarii.